# Siyəzən (district)
Siyəzən (ook geschreven als Siyazan) is een district in Azerbeidzjan.
Siyəzən telt 38.900 inwoners (01-01-2012) op een oppervlakte van 700 km²; de bevolkingsdichtheid is dus 55,6 inwoners per km².